# Iunakivka
Iunakivka (în ucraineană Юнаківка) este localitatea de reședință a comunei Iunakivka din raionul Sumî, regiunea Sumî, Ucraina. În secolul al XIX-lea, așezarea a fost reședința volostului Iunakivka, uezdul Sumî.

## Demografie
Componența lingvistică a localității Iunakivka
     Ucraineană (93,16%)
     Rusă (6,66%)
     Alte limbi (0,11%)
Conform recensământului din 2001, majoritatea populației localității Iunakivka era vorbitoare de ucraineană (93,16%), existând în minoritate și vorbitori de rusă (6,66%).